# Diebsspinnen

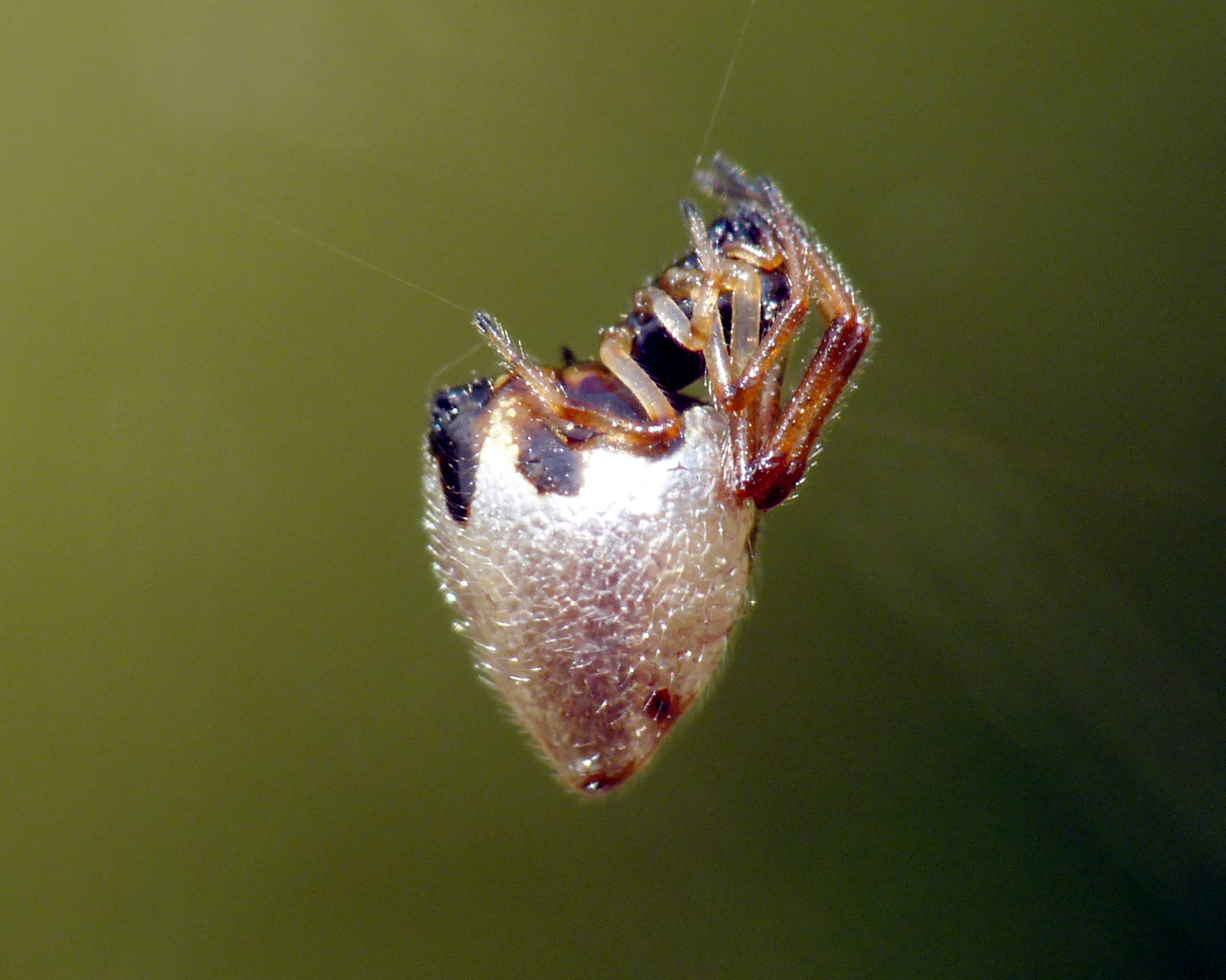
Diebsspinne (Argyrodes argyrodes), Weibchen im Netz einer Wespenspinne (Argiope bruennichi)

Die Diebsspinnen (Argyrodes) sind eine Gattung der Webspinnen aus der Familie der Kugelspinnen. Sie leben als Nahrungsdiebe (Kleptoparasiten) im oder nahe am Netz anderer Spinnenarten und ernähren sich von deren Beute oder fressen sogar deren Spinnseide.

## Merkmale
Die Diebsspinnen sind sehr klein und erreichen eine Körperlänge von nur wenigen Millimetern, das erleichtert und bedingt ihre namensgebende Lebensweise in den Netzen großer Radnetzspinnen.

## Verbreitung
Die Diebsspinnen sind hauptsächlich in den tropischen und subtropischen Gebieten der Erde verbreitet. Ihr Verbreitungsgebiet reicht jedoch bis in den Mittelmeerraum.

## Lebensweise
Die Arten der Gattung verhalten sich sozial, das heißt mehrere Diebsspinnen können in den Geweben großer Netzspinnen nebeneinander leben. Es wurden bis zu 40 Exemplare der Diebsspinnen in einem einzigen Netz der Goldenen Seidenspinne (Trichonephila clavipes) festgestellt. Besonders die Gattungen Trichonephila, Nephila, Cyrtophora und Argiope sind davon betroffen, wenn Diebsspinnen ihre Netze besiedeln und sich an der Beute ihres Wirtes beteiligen. Bei einer asiatischen Art der Gattung Argyrodes wurde nachgewiesen, dass sie die Spinnseide ihrer Wirte frisst.

## Systematik und Taxonomie
Derzeit sind 98 Arten gültig beschrieben. Die Typusart ist die Diebsspinne Argyrodes argyrodes, die 1841 von Charles Athanase Walckenaer unter dem Namen Linyphia argyrodes erstmals beschrieben wurde.